# Conus eburneus
Espèce
Statut de conservation UICN

 LC  : Préoccupation mineure
Conus eburneus est un mollusque gastéropode marin de la famille des conidae.

## Description
- Il a été décrit par Hwass in Bruguière en 1792.
- Il se caractérise par une petite coquille claire parsemée de taches noires. L'épaulement est légèrement arrondi.
- Taille = max. 50 mm.

## Répartition
Baie de Batangas (Philippines), Madagascar et Archipel des Chagos.

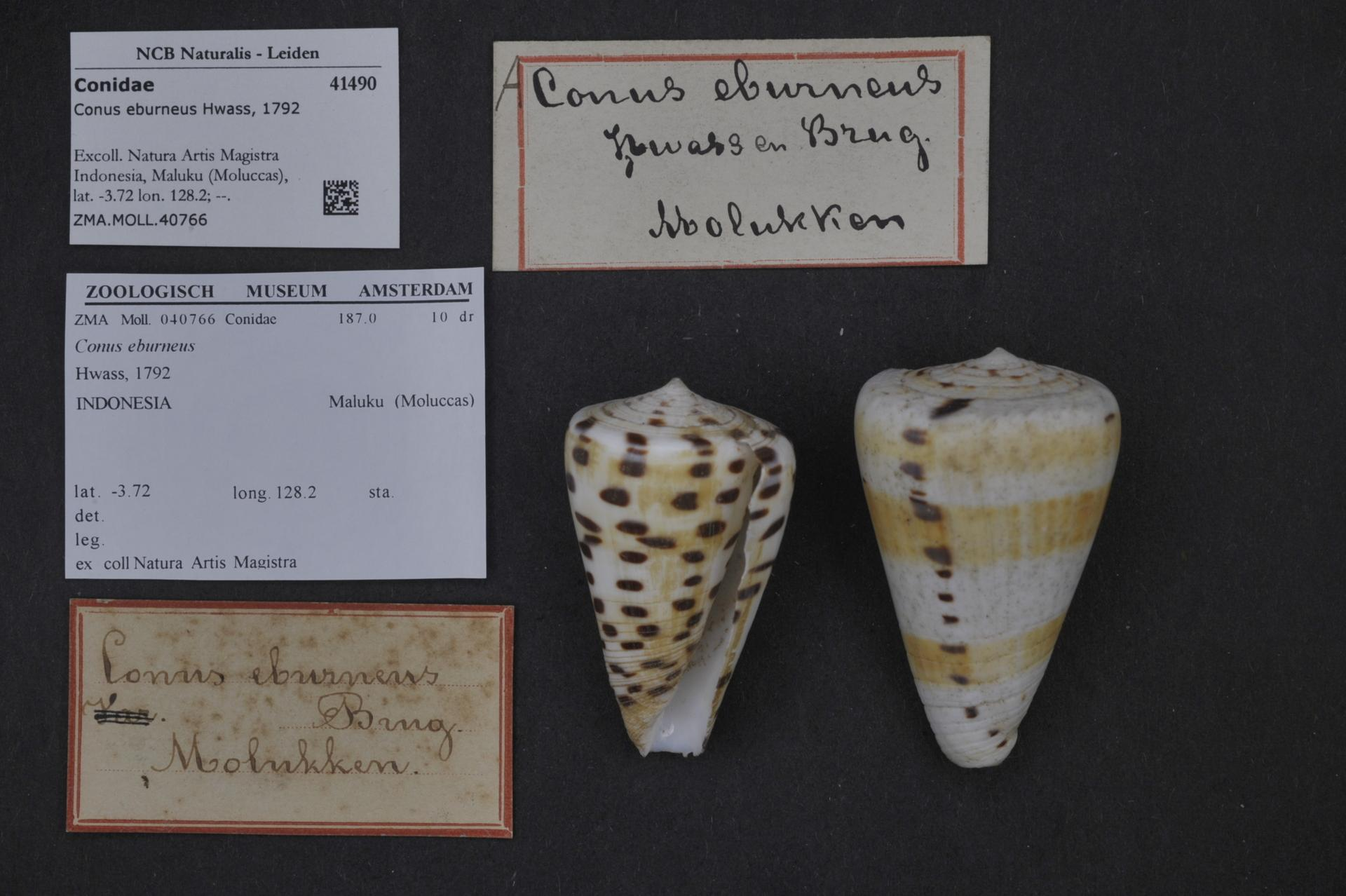
Conus eburneus Hwass, 1792. Spécimens de musée

## Synonymie
- Conus polyglotta, Weinkauff (1874)[1]